# شيلني وأشيلك (فلم)
شيلني وأشيلك  فيلم كوميدي ودراما ورومانسية مصري للمخرج علي بدرخان  وتأليف صلاح جاهين وشارك في كتابة السيناريو فيصل ندا. الفيلم من بطولة محمد عوض، محمد رضا، نسرين، أبو بكر عزت، خيرية أحمد، ونبيلة السيد. تدور الأحداث حول علاء الذي ينشأ بإحدى غابات أفريقيا، وعليه أن يعود لمصر تنفيذًا لوصية والده، يجد علاء صعوبة كبيرة في التأقلم مع الوضع الجديد، حتى يجد سحر لتقوم بتعليمه القراءة والكتابة وأيضا الحب.
صدر الفيلم إلى دور العرض المصرية في 5 ديسمبر 1977.
منح موقع قاعدة بيانات الأفلام على الإنترنت (IMDB) الفيلم درجة 3/ 10.
منح موقع قاعدة بيانات الأفلام العربية «السينما.كوم» الفيلم درجة 6.3/ 10.

## طاقم التمثيل
محمد عوض: في دور علاء وصفي المناديلي
محمد رضا: في دور حسنين (زوج عطيات المناديلي)
نسرين: في دور سحر (سكرتيرة المحامي مجدي عبد الرحمن)
أبو بكر عزت: في دور مجدي عبد الرحمن (المحامى)
خيرية أحمد: في دور عطيات المناديلي
نبيلة السيد: في دور أم سحر
ملك الجمل: في دور فهيمة المناديلي
عبد الله فرغلي: في دور محفوظ
إبراهيم سعفان: في دور فالح أفندي
سيف الله مختار: في دور عامل المدبغة
محمود القلعاوي: في دور نجيب أبو عطوة (الطبيب)
عدلي كاسب: في دور عبد العظيم بيه
وداد حمدي: في دور إعتماد (زوجة نعيم)
نبيل الهجرسي: في دور سفير دولة سواليا
فاروق نجيب: في دور كناريو
نبيل بدر: في دور صبحي (مدير البنك)
دليلة: في دور توفيق
محمد أحمد المصري: في دور الطبيب النفسي
زكريا موافي: في دور عبد الشكور ضرغام
عبد الغني النجدي: في دور جمعة (السفرجي)
أحمد بدير: في دور مخيمر الفولي (عامل المدبغة)
محمود الجندي: في دور ضابط الشرطة
مطاوع عويس: في دور مطاوع (عامل المدبغة)
عمران بحر: في دور التمرجي
نادية شمس الدين: في دور سيدة (أمام جبلاية القرود)
صالح العويل: في دور عامل بالمدبغة
بالاشتراك مع: حسن مصطفى - محمد شوقي - بدرية عبد الجواد - نعيم عيسى 

## أحداث الفيلم
إكتشف وصفى المناديلي خيانة زوجته كاميليا، فيقتلها بالسم، وقبل اكتشاف جريمته، يصطحب ابنه الصغير علاء، ويسافر إلى دولة «سواليا» بجنوب أفريقيا، بدعوى شراء جلود للمدبغة، التي ورثها مع شقيقتيه عطيات (خيرية أحمد) وفهيمة (ملك الجمل)، ولكنه لم يعد لمصر مرة أخرى، بينما تولى حسنين، زوج عطيات، إدارة المدبغة، وانهمك وصفى في العمل، بينما نشأ علاء في الغابة وسط الحيوانات، وبعد 25 عاماً، يموت وصفى وتوصي السلطات بدفنه في سواليا، وإعادة ابنه علاء (محمد عوض) إلى أهله في مصر، وتتولى سفارة سواليا بالقاهرة تسليم علاء إلى عمتاه فهيمة وعطيات، اللتان رحبتا به، بينما تضرر زوج عمته حسنين (محمد رضا) من وجوده، وتحمله على مضض، وتأفف من محاولة تعليم علاء، بإحضار مدرسين له بالمنزل. كان علاء بسبب نشأته بالغابة كالإنسان الأول، بدائياً وهمجياً في تعاملاته المتسمة بالعنف، فقد ألقى بالمدرس الأول من الشباك، وضرب الثاني بالعصا التي حاول ضربه بها، ولكن علاء كان رقيقاً مع الحيوانات، ومحباً للطيور والطبيعة، ويميل إلى الزراعة.  كان حسنين يتهرب من الضرائب، ويقدم كشوف وهمية بالمصروفات، ويتعاقد مع آخرين على تصدير الجلود بأسعار وهمية، وتهريب فرق الأسعار للخارج، ويتلاعب بالمواصفات، ويغش في الخامات، ويساعده آخرون يستقبلون منه الرشاوى والهدايا والعمولات، نظير تسهيل أعماله الغير مشروعة (حسب مبدأ شيلني وأشيلك). أعلن حسنين ذات مرة افلاسه، وكتب المدبغة باسم زوجته عطيات للتهرب من الديون، واقترح عليه المحامى الفاسد مجدى عبد الرحمن (أبو بكر عزت)، كتابة المدبغة باسم الساذج العبيط علاء، حتى إذا تم اكتشاف الأعمال الغير قانونية، يكون علاء هو المسئول. يوافق حسنين على تعليم علاء، حتى يتمكن من كتابة أسمه، والتوقيع على الأوراق والمستندات. وقع الإختيار على سحر (نسرين)، سكرتيرة المحامى مجدي، الذي أوهمها بحبه لها، ووعدها بالزواج عندما تتحسن الأحوال، ووافقت سحر على تعليم علاء، رغم أنها خريجة معهد سكرتارية، ولكنها عندما قابلت علاء، رفضت وعاتبت المحامي مجدي، ثم عادت وقررت قبول التحدي وتعليم علاء، لإثبات قدرات المرأة. حاولت سحر التقرب من علاء، وتعلمت الكاراتيه حتى تستطيع ترويضه، واستمالته بكتاب به صور الحيوانات، ثم صحبته لحديقة الحيوان، ليرى أصدقائه الحيوانات على الطبيعة، حتى رق لها ووثق بها واطمأن لها، وتعلم علاء الكتابة والقراءة، وصحبته للمسارح وقاعات الموسيقى، وشاهد السينما وزار المكتبات، وأصبح إنساناً أقرب إلى الرقي والتحضر. سأل علاء عن أمه التي لايعرف عنها شيئاً، ولما علمت سحر، من عمته عطيات، أن اسم أمه كاميليا، وأن لها بعض المقتنيات والصور، أخذتها سحر وعرضتها على علاء، الذي فرح بها جداً، وتحسنت حالته المعنوية، ولكنه عثر في أحد مقتنيات أمه، على رسائل عشيقها الغرامية، مما أصابه بصدمة كبيرة، فقد على إثرها ثقته بالنساء، ودخل في نوبة اكتئاب شديدة، وخضع لجلسات طبيب نفسي، ولكن سحر تمكنت من إخراجه من حالة الإكتئاب. قامت سحر بتحذير علاء من توقيع إيصال أمانة بربع مليون جنيه، سيحاول زوج عمته أخذ توقيعه عليه، ولكن علاء أخبرها أنه قد وقع بالفعل على الإيصال، وساعدته سحر على فتح خزينة المدبغة لإسترداده، ولكنهم لم يجدوه، بل عثروا على كشوف الرشاوى والعمولات، ووجدوا الكشوف الوهمية للحسابات، التي يقدمها حسنين لزوجته عطيات ليسرق أموالها، ووجدوا كل الأوراق والمستندات الخاصة بكل الأعمال الغير مشروعة. قام علاء بدعوة كل الأسماء الموجودة بكشوف الرشاوى والعمولات، وفضح الجميع، وطلب من حسنين وصل الأمانة مقابل الأوراق التي تدين الجميع، وحينما تسلم الوصل وأكله، اكتشف حسنين أنه لم يسلمه الأوراق الصحيحة، وسوف يسلمها للشرطة إن لم يتراجعوا عن الأفعال الغير قانونية، فلجأ حسنين لحيلة دنيئة، وجعل مجدي يشرح لعلاء علاقته بسحر، التي تحبه والتي اتفق معها على تعليم علاء الكتابة ليوقع على الأوراق. كانت صدمة كبيرة لعلاء، خرج على اثرها من البيت، بعد أن ترك لهم المستندات الصحيحة التي تدينهم، وقامت عطيات بتطليق زوجها حسنين، ولحقت سحر بحبيبها علاء، واعترفت له بحبها واستعدادها للتعاون معه للإيقاع بالفاسدين، الذين يتعاملون بمنطق شيلنى وأشيلك.

## استقبال الفيلم
كتب الناقد السينمائي محمود قاسم على موقع صحيفة الشروق في 8 نوفمبر 2019: «لكل ثقافة» طرزان" الخاص بها، انه الطفل الذي تربى بين الحيوانات، بعد أن توفى أبواه غرقا في المحيط، فصار يجمع بين صفات الإنسان والحيوان، وعلى سبيل المثال تقول أساطير الرومان ان الطفلين رومولوس ورموس  قد تربيا بين الحيوانات، وعلى أطلال جسديهما تم بناء مدينة روما، وفي التراث العربي فان حى بن يقظان  كان أبرز تلك الشخصيات، وفي القرن العشرين كانت شخصيات طرزان الرجل القرد هي الأكثر شهرة طوال سنوات القرن، وتحولت إلى أكثر من 180 فيلما، وقد أعجبت السينما المصرية بالشخصية فرأينا طرزان في أفلام عديدة، أو الطفل المصري الذي تربى بين الحيوانات، خاصة القردة التي رضع منها، ومن أشهر الأفلام "إسماعيل يس طرزان" المأخوذ عن الفيلم الايطالى "توتو طرازان Tototarzan"، وقد أعيد إخراج الموضوع عام 1977 في فيلم "شيلنى وأشيلك«لعلي بدرخان. وفي المرتين كانت الشخصية القادمة من الغابة هي رجل بدائى.»

## روابط خارجية
- مقالات تستعمل روابط فنية بلا صلة مع ويكي بيانات
- شيلني وأشيلك على موقع الدهليز
- شيلني وأشيلك على موقع كاروهات

https://letterboxd.com/film/film:670460/ شيلني وأشيلك (فيلم)
https://www.themoviedb.org/movie/749521 شيلني وأشيلك (فيلم)